# Svedja
För andra betydelser, se Svedja (olika betydelser).
Svedja är en småort i Delsbo socken i Hudiksvalls kommun, Gävleborgs län.